# Crithmum maritimum
Il finocchio marino (Crithmum maritimum L.) è una pianta erbacea perenne appartenente alla famiglia delle ombrellifere originaria delle regioni europee mediterranee. È l'unica specie del genere Crithmum.

## Descrizione
È una pianta alofita, ossia vive vicino al mare, spesso anche nelle spaccature della roccia; è rizomatosa, perenne, con fusti molto robusti e ramificati, lignificati alla base, alti da 30 a 60 cm.

Le foglie, composte, sono formate da piccole foglioline lanceolate, carnose, glauche, lunghe 1,5-2,0 cm e inserite su un lungo picciolo.

I fiori sono riuniti in ombrelle molto piccole, di colore dal bianco al giallastro; fioriscono da luglio a settembre.

I frutti sono di forma ovoidale, formati da due acheni.
Tutta la pianta è fortemente e piacevolmente aromatica.

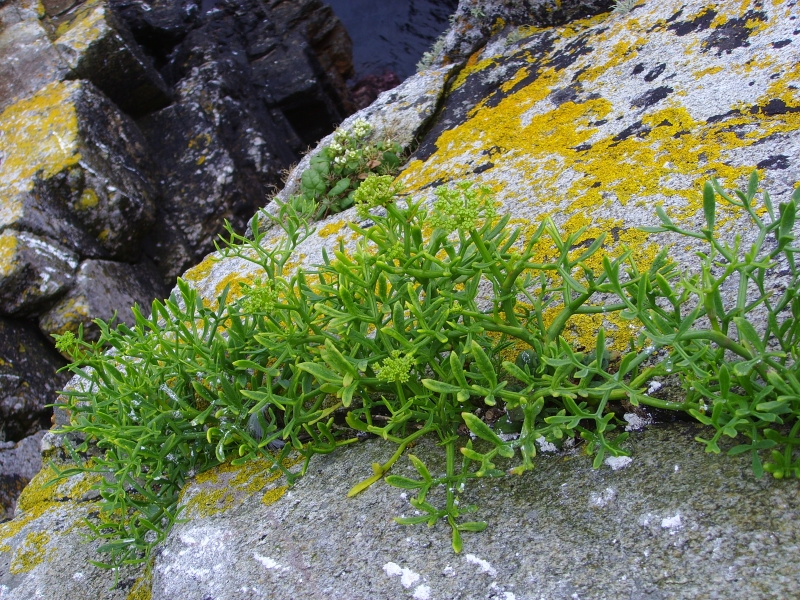
Finocchio marittimo nel suo ambiente ideale: in mezzo alle rocce
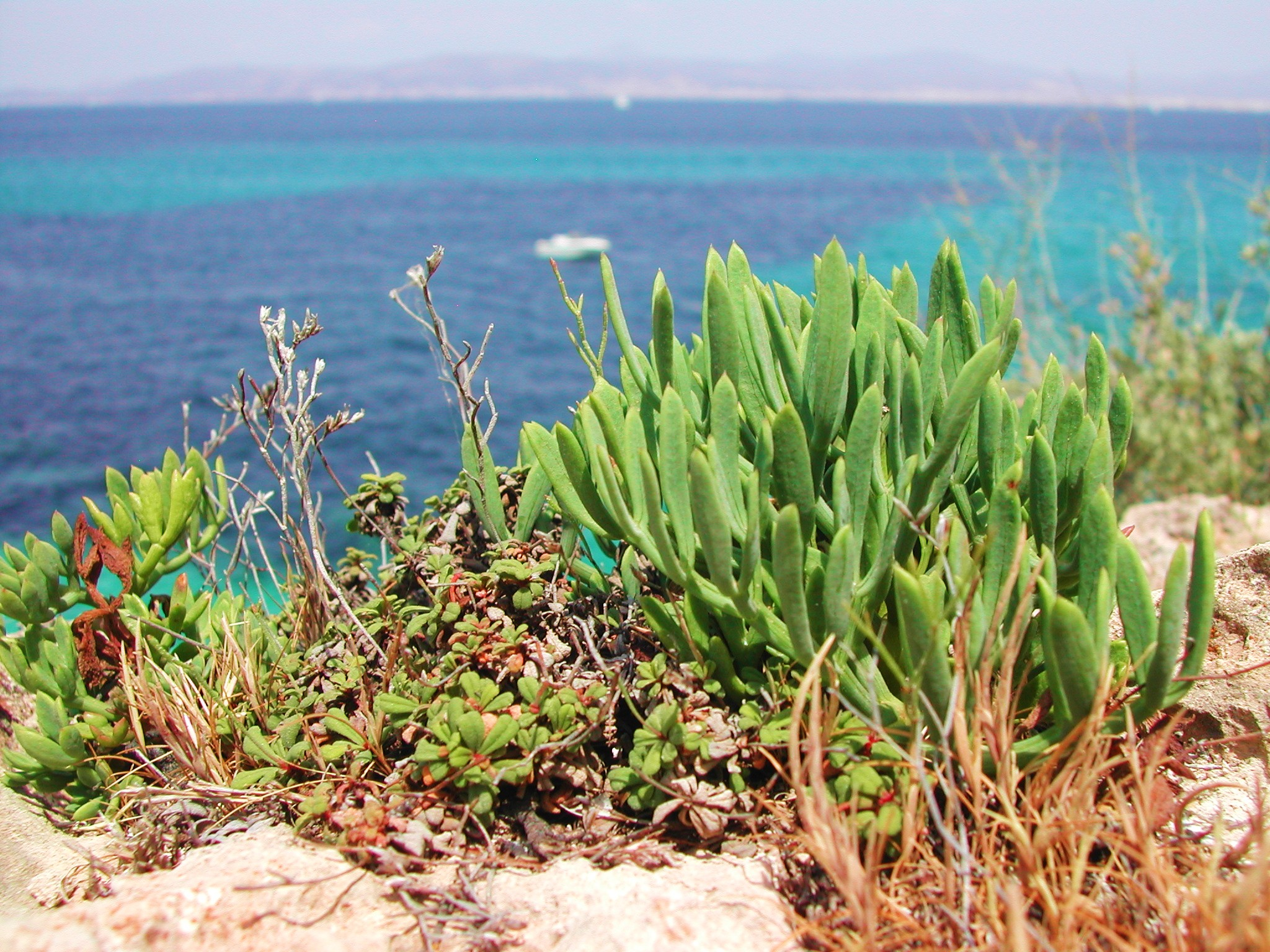
Piante sulla costa mediterranea
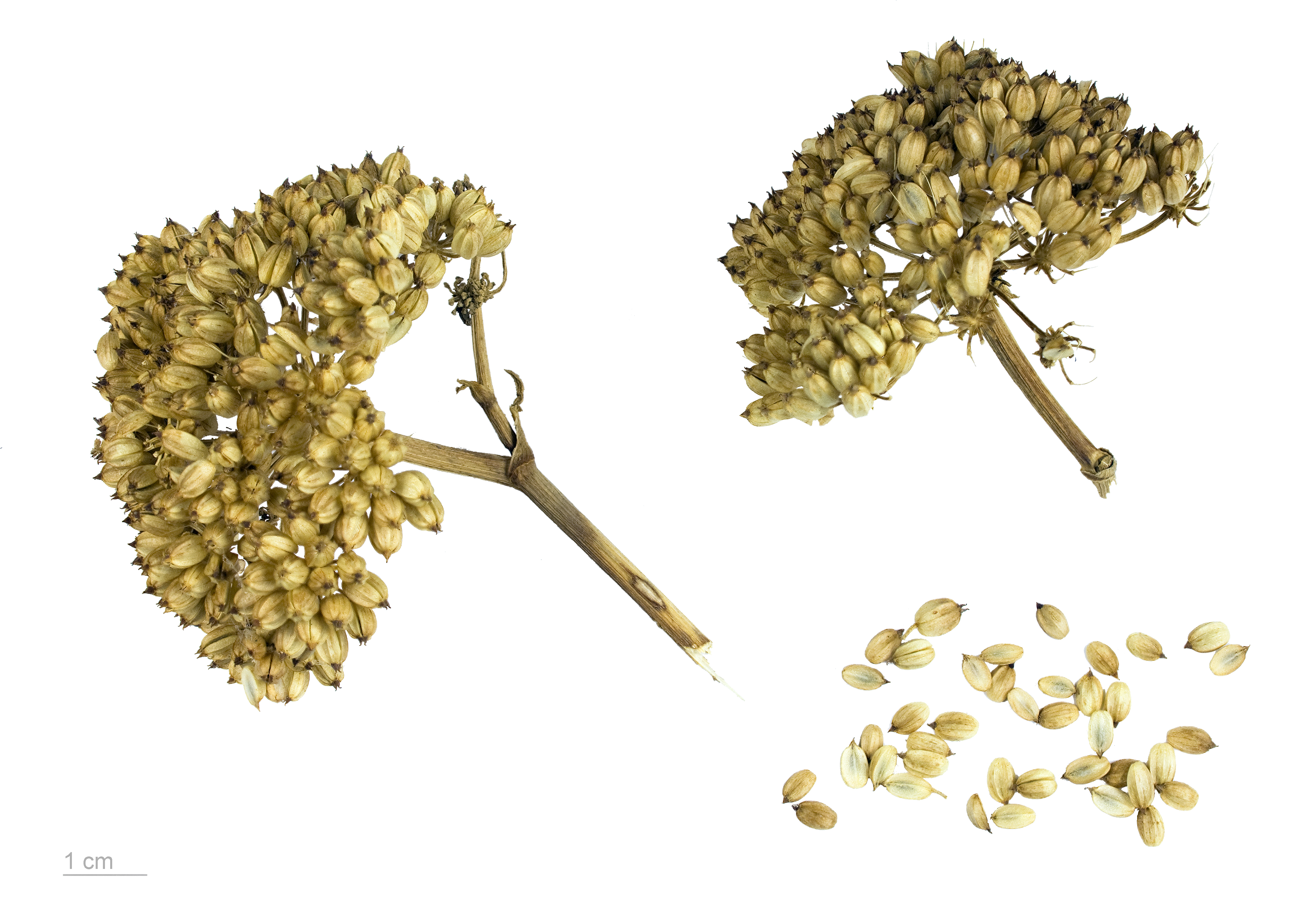
Capolini di frutti secchi e semi
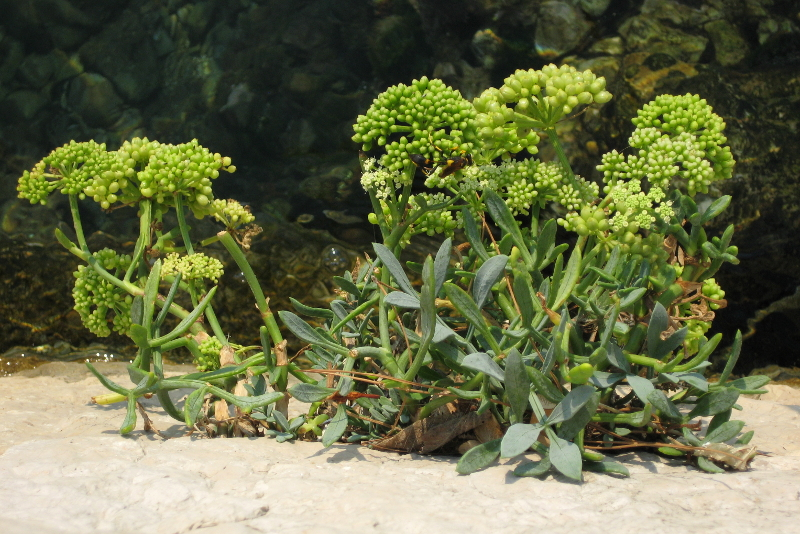
Piante in fioritura

## Distribuzione e habitat
È diffuso nelle zone costiere dei paesi dell'Europa meridionale e occidentale, lungo le coste del mar Mediterraneo, in America settentrionale e in Asia centro-occidentale. Cresce sulle scogliere e sui moli.

## Proprietà
Alla pianta sono riconosciute proprietà terapeutiche; viene usato come vermifugo e per migliorare la funzionalità del fegato. In passato veniva utilizzata come preziosa fonte di vitamina C, specie tra i naviganti.
Le foglie sono ricche anche di carotenoidi e flavonoidi ed hanno azione stomachica, digestiva e coleretica, stimolando la secrezione gastrica e biliare, favoriscono i processi digestivi e aumentano l'appetito in soggetti inappetenti.

## Usi

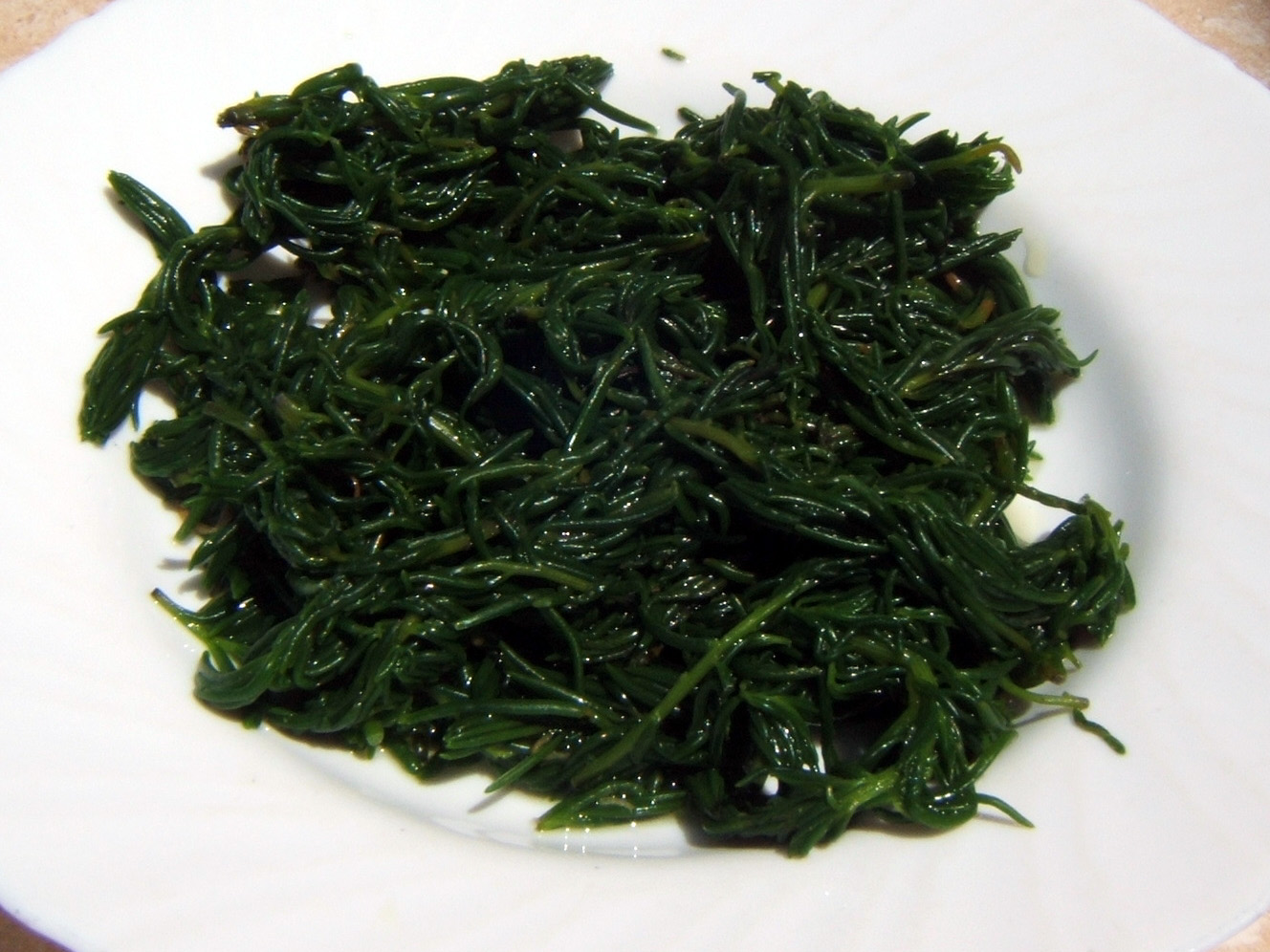
salissia lessa

È una pianta commestibile e si abbina spesso con il pesce, ma essendo un alimento assai versatile, viene usato in numerose ricette ed abbinamenti anche con altri alimenti.
Ancona e Riviera del Conero
Ad Ancona e nella Riviera del Conero, la pianta è conosciuta con il nome di pacasassi. Le foglie dei pacasassi, vengono scottate in acqua e aceto (o vino bianco) fino a quando non cambiano colore e poi messe sott'olio; sono molto apprezzate come contorno per piatti di pesce, per condire la pizza (detta in tal caso "pizza dorica") o la crescia e per insaporire le insalate. I paccasassi del Conero si abbinano bene con i moscioli, ossia i mitili selvatici, presidio Slow Food di questa zona; sono usati anche in panini, insieme a mortadella o ciauscolo. Vengono infine utilizzati per condire la pasta all'aglio e olio, sotto forma di "pesto di paccasassi" oppure in foglie intere. Nella Riviera del Conero alcune aziende coltivano i pacasassi e li commercializzano preparati secondo le usanze tradizionali.
Salento
È tipico del Salento l'uso di conservare sott'aceto le foglie crude ma leggermente appassite del finocchio marino: nella zona viene chiamato salissia.
Ottimo è pastellato (acqua e farina) e fritto. Vanno utilizzate le sole foglioline più tenere, eliminando il sostegno portante. La frittella ha un sapore che ricorda il gambo di carciofo fritto.
Corsica
In Corsica, ove la pianta è chiamata bassiccia se ne ricava invece un olio essenziale per uso cosmetico e farmacologico.
Isola di Maiorca
Nell'isola di Maiorca, il finocchio di mare è un accompagnamento aromatico alla cucina maiorchina. Dopo la raccolta viene lavato e messo in salamoia nell'aceto. Marinato, è un ingrediente comune nei piatti tipici di riso, come arròs brut, o per imbottire panini all'olio d'oliva, insieme ai pomodori. Come verdura in salamoia è molto popolare e rappresenta un'alternativa ai capperi di Maiorca.
Grecia
Sulle isole greche dell'Egeo, questa pianta si chiama Κρίταμο (Krítamo). Le foglie sottaceto sono utilizzate nelle insalate e negli antipasti.